# Arthur Kornhauser
Arthur William Kornhauser (* 23. November 1896 in Steubenville, Ohio; † 11. Dezember 1990 in Santa Barbara, Kalifornien) war ein amerikanischer Sozialpsychologe.

## Leben
Arthur Kornhauser studierte Psychologie und Biologie an der University of Pittsburgh mit einem Abschluss 1917 als Bachelor of Science. Ab 1921 war er Lehrer und später Professor am Departement of Psychology der Universität Chicago. Während des Zweiten Weltkriegs war er für drei Jahre in der US Air Force als Navigator im 20th Bomb Squadron. 1947 erhielt er eine Professur an der Wayne State University. 1962 ging er in den Ruhestand.

## Schriften
- Mit Forrest Kingsbury: Psychological Tests in Business. Chicago: Chicago Univ. Press 1924.
- How to Study University of Chicago Press 1924, 1937, 1993.
- When Labor Votes. A Study of Auto Workers. 1956.
- Mental Health of the Industrial Worker. 1965.

Kornhauser hat eine Reihe von Aufsätzen in US-amerikanischen Fachzeitschriften veröffentlicht, u. a. in: American Journal of Sociology, American Psychologist, Journal of Consulting Psychology, Journal of Social Psychology, Personnel Journal oder Public Opinion Quarterly.